# Maní
Pour les articles homonymes, voir Mani.
 (octobre 2023).
Si vous disposez d'ouvrages ou d'articles de référence ou si vous connaissez des sites web de qualité traitant du thème abordé ici, merci de compléter l'article en donnant les références utiles à sa vérifiabilité et en les liant à la section « Notes et références ».
Maní est une petite ville de l'État du Yucatan au Mexique. En 2000, sa population s'élevait à 4 664 habitants.

## Géographie
Elle se situe à quelque 100 km au sud sud-est de Merida et à seulement 16 km à l'est de Ticul. Ses coordonnées géographiques sont 28.23 degrés Nord et 89.24 degrés Ouest. Elle se trouve à une altitude de 26 mètres.

## Histoire
Maní a été constamment peuplée depuis environ 4000 ans. À la fin de l'Époque postclassique, Maní était la capitale de la dynastie maya des Tutul-Xiu (en). Celle-ci déplaça sa capitale à Uxmal au XIIIe siècle. Les Xiu devinrent la puissance dominante de l'ouest du Yucatan après la chute de Mayapan en 1441. Une fête annuelle en l'honneur de la déité Kukulcan y était tenue.
Lors de l'arrivée des Espagnols, les Xiu de Maní s'allièrent avec ceux-ci et les assistèrent dans leur conquête du reste de la péninsule.
Le 12 juillet 1562, le premier évêque du Yucatan, Diego de Landa, organisa dans la ville de Maní un immense autodafé de codex mayas, arguant qu'ils « ne contenaient rien d'autre que les mensonges du Diable ».

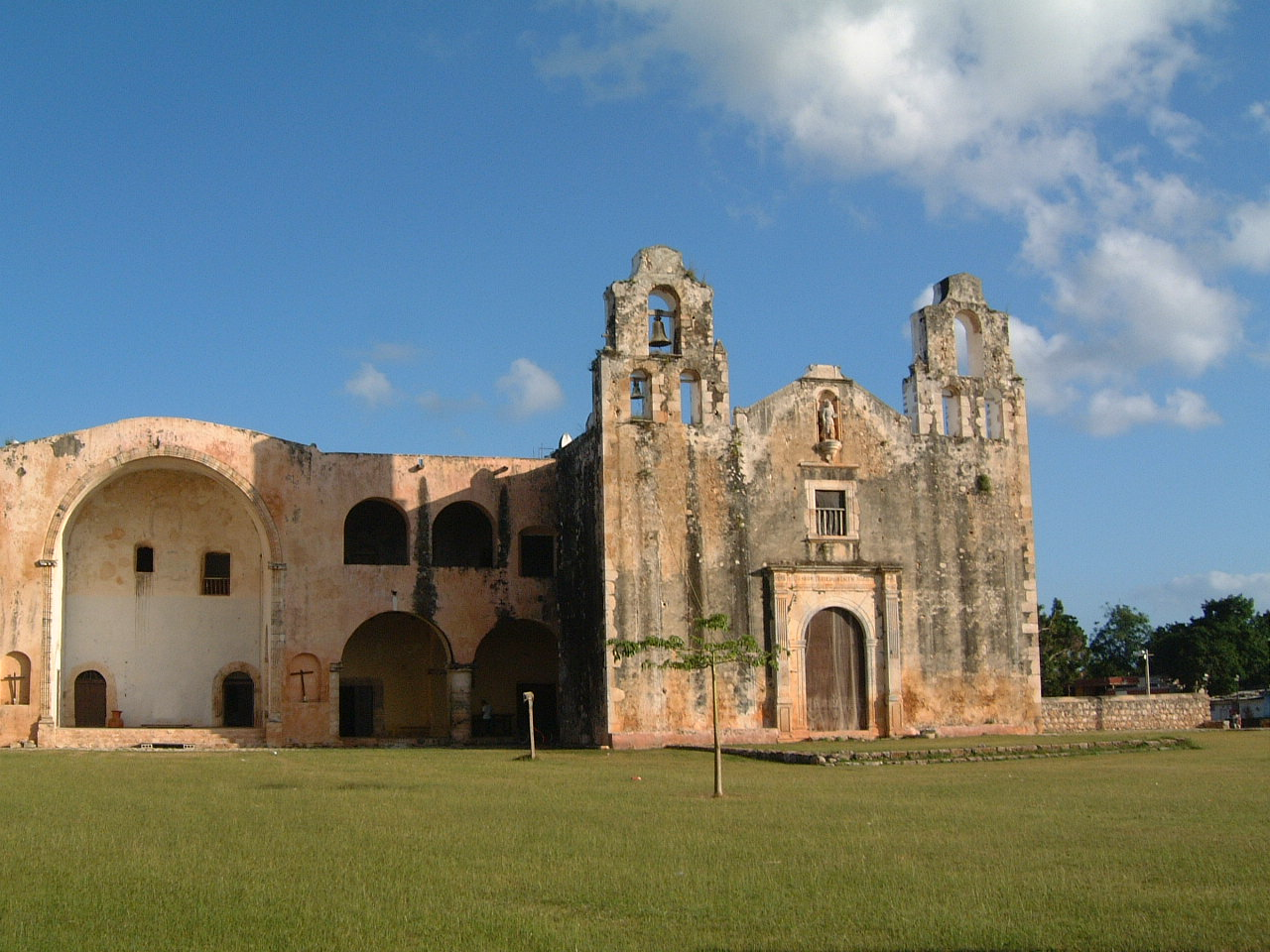
C'est sur cette place devant le couvent franciscain qu'eut lieu l'autodafé organisé par Diego de Landa

La ville abrite un vieux monastère franciscain qui y fut établi en 1549, le Parroquia y Exconvento de San Miguel Arcangel. L'édifice a été construit avec les pierres des bâtiments mayas précolombiens. À l'intérieur, on peut admirer quelques fresques murales du début de l'ère coloniale. La restauration du monastère a débuté en 2001.

## Économie
Les environs de Maní sont consacrés principalement à l'agriculture : sisal, maïs, fruits, ainsi qu'à l'élevage de bétail. Dans la ville, on fabrique des hamacs.

## Culture locale et patrimoine
Le village obtient en 2021 le label Meilleurs villages touristiques de l'Organisation mondiale du tourisme.
Chaque année, du 15 au 24 août, Maní organise un festival en l'honneur de la Vierge de l'Ascension. Chaque 3 janvier, il y a un festival en l'honneur de la Vierge lors de la Chandeleur.